# Gens Carteya
La gens Carteya (en latín: Carteia) fue una familia romana de finales de la República. Es mejor recordada por un solo individuo, Lucio Carteyo, un amigo de Cayo Casio Longino, que estaba con Casio en Siria en 43 a. C.